# فيرناندو باريينتوس
فيرناندو باريينتوس (بالإسبانية: Fernando Barrientos)‏ (17 نوفمبر 1991 بلانوس في الأرجنتين - ) هو لاعب كرة قدم أرجنتيني في مركز الوسط. لعب مع أتلتيكو باراناينسي وروزاريو سنترال ونادي لانوس ونادي فياريال ب.

## روابط خارجية
- فيرناندو باريينتوس على موقع قاعدة بيانات كرة القدم.إي يو (الإنجليزية)
- فيرناندو باريينتوس على موقع Soccerway.com (الإنجليزية)